# Dicranomyia cruzi
Dicranomyia cruzi är en tvåvingeart som först beskrevs av Alexander 1936.  Dicranomyia cruzi ingår i släktet Dicranomyia och familjen småharkrankar. Inga underarter finns listade i Catalogue of Life.